# Aeroportul Jacobina
Aeroportul Jacobina (IATA: JCM, ICAO: SNJB) este un aeroport din Bahia, Brazilia ce deservește zona Jacobina. Aeroportul a fost tranzitat în 2006 de 23 de pasageri. A fost numit după zona deservită.
Situat la o altitudine de 489 m, aeroportul dispune de 1 pistă.

## Infrastructură

### Piste
Aeroportul dispune de o singură pistă. Pista 14/32 are suprafața de asfalt și dimensiunile 900 m × 25 m. 